# Onda de Moreton
Uma onda de Moreton é a assinatura cromosférica de uma onda de choque de grande escala coronal. Descrita como um "tsunami" solar, ondas de Moreton são geradas por erupções solares, e foram nomeadas em homenagem ao astrônomo americano Gail Moreton, que foi a primeira pessoa a notar este fenômeno. São primariamente observadas na banda Hα.